# Zoni Eidikis Prostasias Koilada Sarama
Zoni Eidikis Prostasias Koilada Sarama este o arie protejată (arie de protecție specială avifaunistică — SPA) din Cipru întinsă pe o suprafață de 1.556,16 ha, integral pe uscat.

## Localizare
Centrul sitului Zoni Eidikis Prostasias Koilada Sarama este situat la coordonatele 34°58′17″N 32°28′16″E / 34.9714°N 32.4711°E.

## Înființare
Situl Zoni Eidikis Prostasias Koilada Sarama a fost declarat arie de protecție specială avifaunistică în aprilie 2008 pentru a proteja 58 de specii de animale.

## Biodiversitate
Situată în ecoregiunea mediteraneană, aria protejată nu include niciun habitat protejat.
La baza desemnării sitului se află mai multe specii protejate de  păsări (58): uliu porumbar (Accipiter gentilis), uliu păsărar (Accipiter nisus), rață pitică (Anas crecca), rață mare (Anas platyrhynchos), Aquila fasciata, stârc cenușiu (Ardea cinerea), stârc roșu (Ardea purpurea), rață-cu-cap-castaniu (Aythya ferina), șorecarul comun (Buteo buteo), șorecar mare (Buteo rufinus), caprimulg (Caprimulgus europaeus), erete de stuf (Circus aeruginosus), erete vânăt (Circus cyaneus), erete alb (Circus macrourus), dumbrăveancă (Coracias garrulus), cuc (Cuculus canorus), Emberiza caesia, presură sură (Emberiza calandra), Falco naumanni, șoim călător (Falco peregrinus), vânturel de seară (Falco vespertinus), muscar negru (Ficedula hypoleuca), cinteză (Fringilla coelebs), lișiță (Fulica atra), becațină comună (Gallinago gallinago), piciorong (Himantopus himantopus), frunzăriță galbenă (Hippolais icterina), Iduna pallida, capîntortură (Jynx torquilla), sfrâncioc roșiatic (Lanius collurio), sfrânciocul cu frunte neagră (Lanius minor), Lanius nubicus, sfrâncioc cu cap roșu (Lanius senator), ciocârlie de pădure (Lullula arborea), rață fluierătoare (Mareca penelope), prigoare (Merops apiaster), gaia neagră (Milvus migrans), muscar sur (Muscicapa striata), Oenanthe cypriaca, grangur (Oriolus oriolus), viespar (Pernis apivorus), codroș de munte (Phoenicurus ochruros), pitulice de munte (Phylloscopus bonelli), pitulice sfârâitoare (Phylloscopus sibilatrix), pitulice-fluierătoare (Phylloscopus trochilus), țigănuș (Plegadis falcinellus), mărăcinar negru (Saxicola torquatus), silvie de zăvoi (Sylvia borin), silvie de câmp (Sylvia communis), silvie-mică (Sylvia curruca), Sylvia hortensis, Sylvia melanothorax, silvie porumbacă (Sylvia nisoria), Sylvia ruppeli, fluturașul de stâncă (Tichodroma muraria), mierlă (Turdus merula), sturz-cântător (Turdus philomelos), pupăză (Upupa epops).
Pe lângă speciile protejate, pe teritoriul sitului au mai fost identificate 1 specie de păsări.